# Список об'єктів Світової спадщини ЮНЕСКО в Пакистані
У Списку об'єктів світової спадщини ЮНЕСКО в Пакистані станом на 2015 рік налічується 6 найменувань.

## Список
У списку подано перелік об'єктів за хронологією включення до списку.
| № | Зображення | Назва                                                          | Місцеположення                  | Тип                              | Час створення | Час внесення до списку | №                                                  | Критерії   |
| - | ---------- | -------------------------------------------------------------- | ------------------------------- | -------------------------------- | ------------- | ---------------------- | -------------------------------------------------- | ---------- |
| 1 |            | Археологічні пам'ятки Мохенджо-Даро                            | Провінція Сінд                  | Культурний                       |               | 1980                   | 138 [Архівовано 26 грудня 2018 у Wayback Machine.] | іі, ііі    |
| 2 |            | Стародавнє місто Таксила                                       | Провінція Пенджаб               | Культурний                       |               | 1980                   | 139 [Архівовано 26 грудня 2018 у Wayback Machine.] | ііі, vi    |
| 3 |            | Руїни будистського монастиря Тахт-і-Бахі та місто Шахрі-Бахлол | Провінція Хайбер-Пахтунхва      | Культурний                       | I століття    | 1980                   | 140 [Архівовано 26 грудня 2018 у Wayback Machine.] | iv         |
| 4 |            | Форт і сади Шалімара в місті Лахор                             | Місто Лахор (провінція Пенджаб) | Культурний (під загрозою з 2000) |               | 1981                   | 171 [Архівовано 28 липня 2012 у WebCite]           | і, іі, ііі |
| 5 |            | Історичні пам'ятки в місті Татта                               | Провінція Сінд                  | Культурний                       |               | 1981                   | 143 [Архівовано 26 грудня 2018 у Wayback Machine.] | ііі        |
| 6 |            | Форт Рохтас                                                    | Провінція Пенджаб               | Культурний                       | 1541          | 1997                   | 586 [Архівовано 28 липня 2012 у WebCite]           | іі, iv     |